# Max Adler (aktor)
Max Adler (ur. 17 stycznia 1986 w Nowym Jorku) − amerykański aktor filmowy i telewizyjny, znany z roli Dave’a Karofsky’ego w serialu telewizyjnym Glee.

## Życiorys
Urodził się w Nowym Jorku, jako najstarszy syn Lisy (z domu Kobrin) i Douga Adlerów. Ma młodszego brata Jake’a  (ur. 1992). Rok po narodzinach przeniósł się z rodziną do Fountain Hills, a następnie do Scottsdale w stanie Arizona, gdzie uczęszczał do Horizon High School. W liceum był członkiem uczniowskiego chóru. Po ukończeniu szkoły średniej przeprowadził się do Los Angeles, by zostać aktorem.
Debiutował pierwszoplanowym występem w krótkometrażowej komedii Curt's Brain z 2006 roku. Po gościnnych udziałach w produkcjach telewizyjnych otrzymał angaż do roli w serialu stacji Fox Glee. Jako Dave Karofsky, agresywny szkolny futbolista oraz skryty gej, występował w odcinkach sezonu pierwszego, drugiego, trzeciego, a gościnnie także piątego i szóstego Glee (2009−2015). Kreacja przyniosła mu nominację do Nagrody Gildii Aktorów Ekranowych w kategorii zespół aktorski, a także została pozytywnie oceniona przez krytyków telewizyjnych. W 2009 grał Andersona Lorda Guthrie’ego w serialu komediowym Valley Peaks. Dwa lata później podłożył głos pod postać Franka Norrisa w przygodowej grze akcji Rockstar Games L.A. Noire. Wystąpił potem jako Ben w filmie grozy Wolf Town (2011), jako Jimmy w horrorze komediowym Detention of the Dead (2012), a także jako Banks w dramacie wojennym Miłość i honor (2013). W komediodramacie Believe Me z 2014 roku odegrał postać studenta, który organizuje zbiórkę pieniędzy na cel charytatywny, by w istocie spłacić naukę w college’u. Występował w roli Milesa „Tanka” Conroya w serialu ABC Family Switched at Birth (2014−2015). W familijnej komedii Saugatuck Cures (2014) wcielił się w postać homoseksualisty, który usiłuje zebrać fundusze na terapię dla chorej na raka matki. Pojawił się jako Walt w komedii Woody’ego Allena Śmietanka towarzyska (Café Society, 2016).
Ma 187 cm wzrostu. Aktywny na rzecz osób LGBT; wspierał między innymi kampanię społeczną It Gets Better. Wspomagał też fundację niosącą pomoc osobom cierpiącym z powodu dystrofii twarzowo-łopatkowo-ramieniowej.

## Filmografia
Filmy i seriale telewizyjne
| - 2006: Curt's Brain jako Thompson - 2006: Pepper Dennis jako członek bractwa studenckiego - 2006: Czas na Briana (What About Brian) jako członek bractwa studenckiego - 2006: Zaklinacz dusz (Ghost Whisperer) jako Graig - 2007: Viva Laughlin jako Chuck - 2007: Demons jako facet - 2009: Dowody zbrodni (Cold Case) jako rekrut w 1994 r. - 2009: Valley Peaks jako Anderson Lord Guthrie - 2009: Chuck jako pierwszy drużba pana młodego - 2009−2015: Glee jako Dave Karofsky - 2010: Obrońcy (The Defenders) jako Robert Church - 2011: Wolf Town jako Ben - 2012: Sweet Old World jako pan młody - 2012: Detention of the Dead jako Jimmy | - 2012: Last Resort jako Stern - 2012: American Horror Story: Asylum jako pan Capshaw - 2013: Miłość i honor (Love and Honor) jako Burns - 2013: CSI: Kryminalne zagadki Las Vegas (C.S.I.: Crime Scene Investigation) jako Kyle Banks - 2014: Believe Me jako Baker - 2014: 23 Blast jako Cameron Marshall - 2014−2015: Switched at Birth jako Miles „Tank” Conroy - 2014: Saugatuck Cures jako Drew Callaghan - 2015: Zaprzysiężeni (Blue Bloods) jako Andy Fisher - 2015: Teoria wielkiego podrywu (The Big Bang Theory) jako zombie - 2015: The Midnight Man jako Simmons - 2015: The Binding jako David Mann - 2016: Sully jako Jimmy Stefanik - 2016: Śmietanka towarzyska (Café Society) jako Walt |

Gry komputerowe
- 2011: L.A. Noire jako Frank Norris (głos)

## Nagrody i wyróżnienia
- 2013, Screen Actors Guild Awards:
  - nominacja do nagrody w kategorii zespół aktorski – serial komediowy (za serial Glee; inni nominowani: Dianna Agron, Chris Colfer, Jane Lynch, Jayma Mays, Kevin McHale, Lea Michele, Cory Monteith, Heather Morris, Matthew Morrison, Mike O’Malley, Chord Overstreet, Amber Riley, Naya Rivera, Mark Salling, Harry Shum Jr., Iqbal Theba, Jenna Ushkowitz)[1]